# Тодор Николов (опълченец)
Вижте пояснителната страница за други личности с името Тодор Николов.
Тодор Николов е български опълченец.

## Биография
Роден е в мавровското село Никифорово, тогава в Османската империя. През 1876 година е доброволец в Сръбско-турската война. При създаването на Българското опълчение, на 3 май 1877 година постъпва доброволец във II рота на I дружина. На 17 ноември 1877 година е произведен ефрейтор. За героизъм в Шейновската битка на 28 декември 1877 година е награден със Знака за отличие на военния орден „Свети Георги“ IV степен. Уволнява се от Опълчението на 1 юли 1878 година.
След Освобождението живее в София, столицата на новосъздаденото княжество. До август 1887 година служи като стражар в софийската полиция, а след това от 15 август 1887 година до смъртта си на 15 ноември 1897 година е портиер в княжеския дворец.